# Cunningham Highway
Der Cunningham Highway ist eine Fernstraße im Südosten des australischen Bundesstaates Queensland. Sie verbindet den Ipswich Motorway (M2) und den Warrego Highway (NA2) in Ipswich mit dem New England Highway (N15, A3) in Warwick, sowie dem Leichhardt Highway (RA39) und dem Barwon Highway (S85) in Goondiwindi.
Die Straße wurde nach dem Entdecker und Botaniker Allan Cunningham, dessen Expedition 1828 nahezu den Weg des heutigen Highways nahm.

## Verlauf
Der Cunningham Highway zweigt in Riverview, einem östlichen Vorort von Ipswich vom Ipswich Motorway nach Südwesten ab. Er verläuft dann als Nationalstraße 15 durch die Main Range und dort über den Pass Cunninghams Gap. Nachdem Cunningham diese Route entdeckt hatte, sandte er einen Bericht als Gouverneur Ralph Darling und wies auf die wirtschaftlichen Vorteile der neuen Verbindung von der Küste und dem Weideland westlich davon hin.
Nördlich von Warwick trifft der Cunningham Highway auf den New England Highway und führt gemeinsam mit ihm nach Warwick. Dort zweigt er als Nationalstraße 42 nach Westen ab und endet schließlich in Goondiwindi an der Grenze zu New South Wales.
Der höchste Punkt im Verlauf des Highways liegt auf 787 m, der niedrigste auf 22 m.

## Straßenzustand
Der Highway ist regelmäßig wegen Erdrutschen, die Schlamm und Geröll auf der Straße hinterlassen, für kurze Zeit gesperrt, besonders an den steilen Streckenabschnitten nahe der Cunninghams Gap.

## Weiterer Ausbau

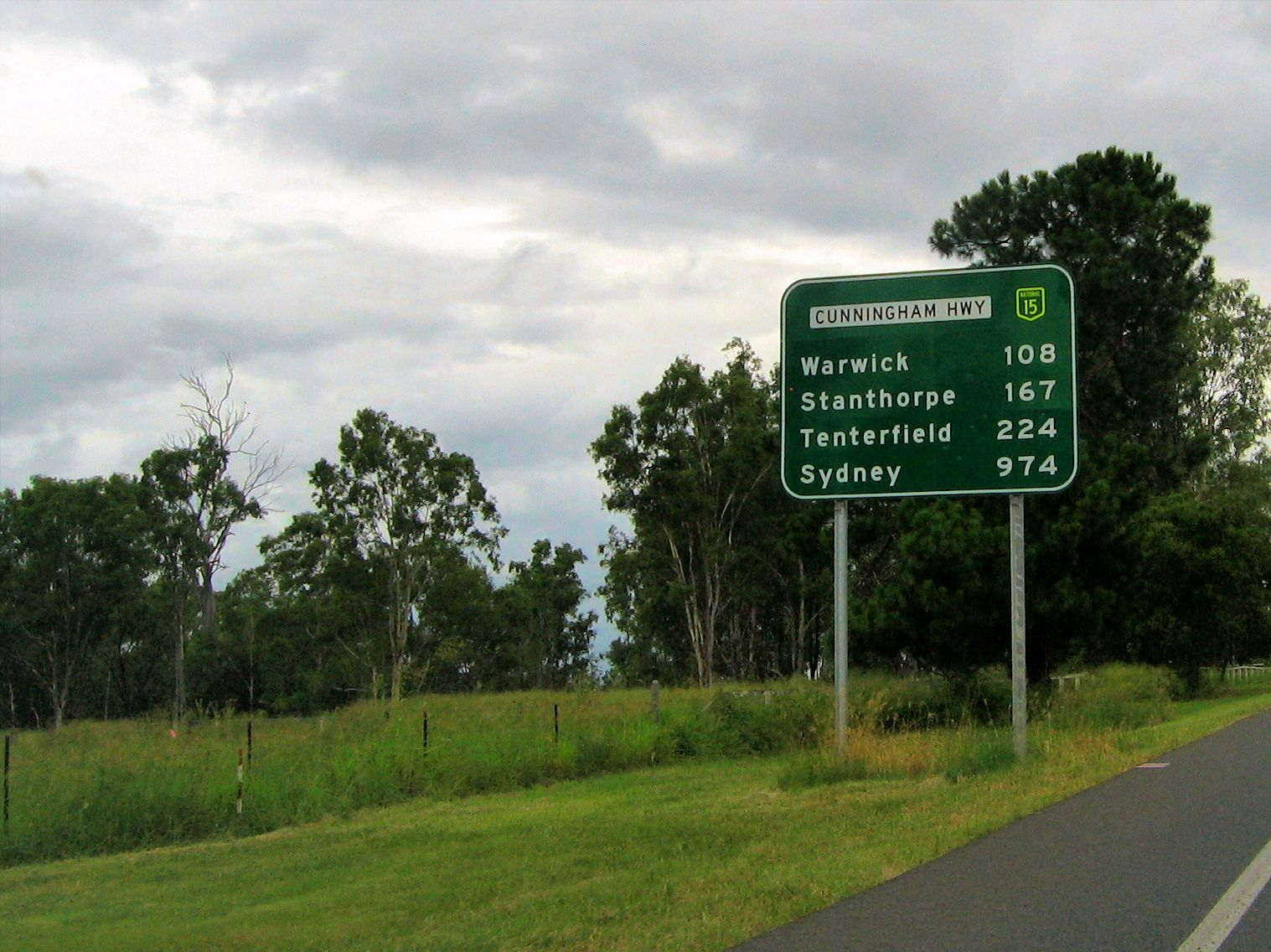
Umwidmung zur RA15

Der Centenary Motorway (M5) von Springfield ist in Yamanto an den Cunningham Highway angeschlossen. Man erwartet auch, dass für einen weiteren Ausbau und eine mögliche Eisenbahnverbindung Ipswich – Springfield Platz vorhanden ist.